# Waanyifolket
Waanyifolket är ett australiskt aboriginfolk, som bor söder om Carpentariaviken i Queensland och Northern Territory. Befolkningen består enligt egen uppskattning av omkring 2 000 personer, huvudsakligen i Aboriginal Shire of Doomadgee, i och i trakterna av staden Doomadgee.
Waanyifolket härstammar från förfäder som levde på områden i Carpentariaregionen för tusentals år sedan. Centralt i den waanyiska kulturen är människans förhållande till naturen. Den består inte enbart av klippor, berg, dalar, mark, träd och floder, utan av element som var och ett har sin egen skapelsehistoria och sitt samband med de övriga. Marken är helig. 
Waanyispråket är mer eller mindre utdött. I Australiens folkräkning 2016 beräknades det att det fanns 16 talare av språket, jämfört med 40 i 2011 års folkräkning.
Waanyis ursprungliga område har av den australiske antropologen Norman Tindale (1900–1993) uppskattats till 25 000 km². Norra Australien påverkades i grunden av boskapsuppfödningskonjunkturen från 1881 i Northern Territory, med stora boskapsrancher ägda av ett fåtal vita investerare. Waanyi utestängdes från strategiska vattenområdena, och många grupper flyttade österut till Carpentariaviken. Där upprepades dessa förföljelser och mord. 
År 2010 tillerkändes så kallade "native title-rättigheter" över 17 900 km² mot gränsen till Northern Territory, inklusive Boodjamulla National Park. Waanyifolket samadministrerar sedan 2015 det 10.000 km² stora Ganalanga-Mindibirrina Indigenous Protected Area. Waanyi samförvaltar också Boodjamulla National Park och Riversleigh World Heritage Area, varav det senare området har den största förekomsten av fossilfält med däggdjurs- och reptilfossiler från  Oligocen och Miocen i världen.